# Rhynchocyon petersi
Il toporagno elefante di Peters (Rhynchocyon petersi Bocage, 1880) anche noto come sengi rosso e nero o toporagno elefante di Zanj, è una delle 17 specie di toporagno elefante che si trovano solo in Africa. Questa specie è originaria delle fitte foreste montane e di pianura del Kenya e della Tanzania.

## Descrizione
Come altri membri del genere Rhynchocyon, il toporagno elefante di Peters è una specie relativamente grande, con adulti che misurano in media circa 28 centimetri (11 pollici) di lunghezza, per un peso di 450-700 grammi (1,0-1,5 libbre). A differenziarli dalle altre specie, è la vistosa colorazione del mantello: la testa, le spalle e il ventre sono di colore bruno-rossastro, mentre il resto del corpo è nero, con riflessi bluastri.

## Distribuzione e habitat
Il toporagno elefante di Peters è originario delle fitte foreste montane e di pianura del Kenya e della Tanzania. Le foreste montane dell'arco orientale sono habitat critici per questa specie. La riserva forestale di Chome, in Tanzania, è un habitat isolato e in gran parte indisturbato per questi animali, tuttavia la densità di popolazione nell'area di Chome è significativamente inferiore rispetto alle aree circostanti, che ospitano circa 2700 individui, che si ritiene sia il risultato di migrazioni limitate e/o attività umane illegali.

## Biologia

### Dieta
La dieta di questo piccolo ma vorace mammifero consiste di insetti, come coleotteri, termiti e millepiedi, che scova usando la sua piccola proboscide per scandagliare il terreno e la sua lingua per percepire il loro odore.

### Riproduzione
Come la maggior parte dei toporagni elefante, vive in coppie monogame, che insieme difendono un territorio di circa un ettaro. I loro nidi vengono solitamente costruiti a livello del terreno, con foglie secche, spesso alla base degli alberi.

## Conservazione

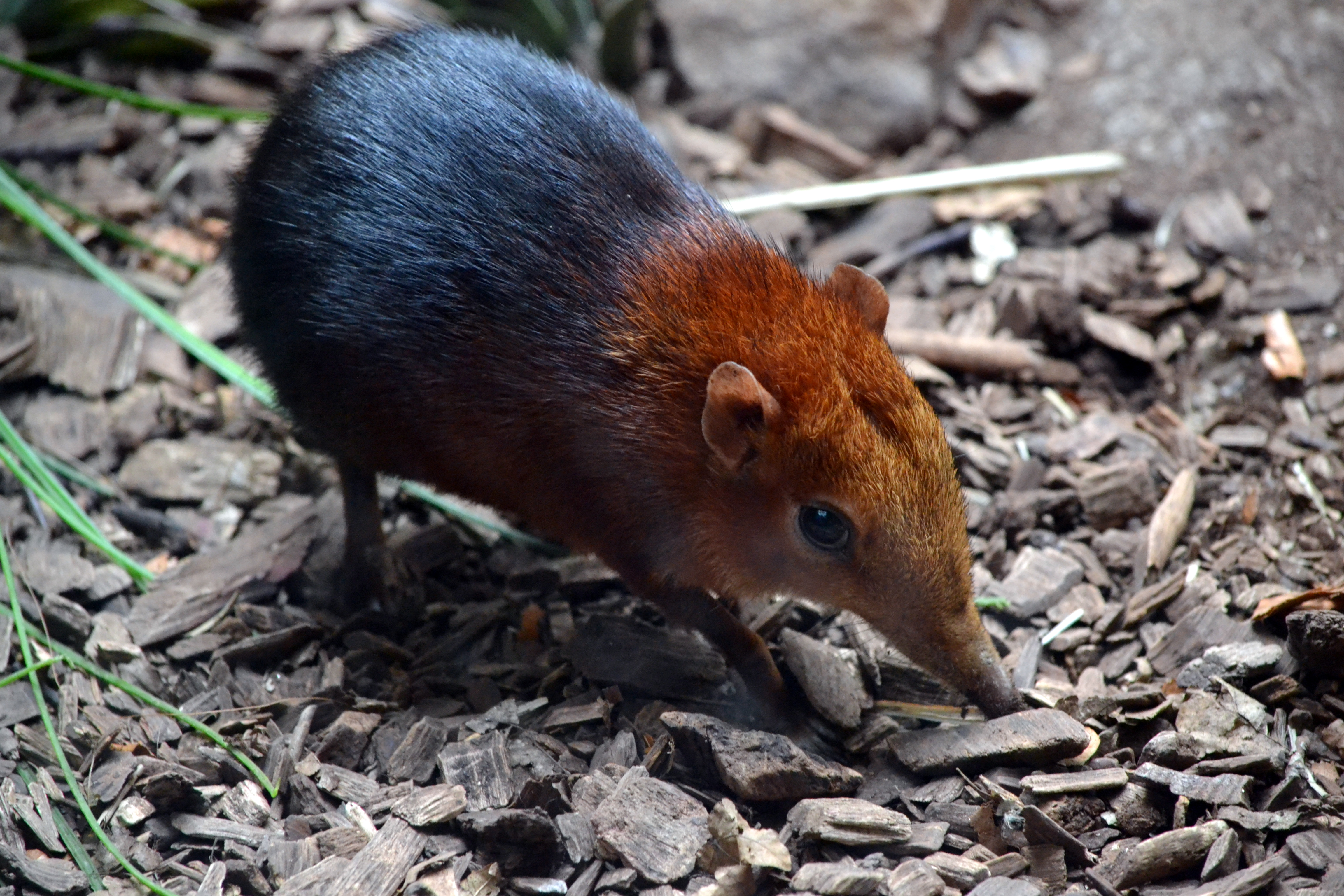
Un esemplare, al Diergaarde Blijdorp, Paesi Bassi

Una volta la specie era elencata dalla Lista Rossa IUCN come Vulnerabile, ma da allora è stato cambiato in uno stato di Rischio minimo. Tuttavia, secondo quanto riferito, il numero di individui in natura è in calo; la specie sarebbe minacciata dalla grave frammentazione delle foreste e dal degrado ambientale dovuto all'espansione umana, oltre che alla caccia per il mercato della bushmeat.

### In zoo
Diversi zoo hanno iniziato ad allevare questo toporagno elefante, di cui tredici in Europa, come gli zoo di Lipsia, Rotterdam, Praga e Wrocław, così alcuni zoo negli Stati Uniti come gli zoo di Philadelphia, National Zoo di Washington e Cincinnati, dove nel 2001 si è registrata la prima riproduzione di questi animali in cattività.